# 立山中高年大量遭難事故
立山中高年大量遭難事故（たてやまちゅうこうねんたいりょうそうなんじこ）とは、1989年（平成元年）10月8日午前中から夜間にかけて立山一帯が悪天候に見舞われ、立山三山を縦走中のパーティ10名が遭難しうち8名が低体温症で死亡した事故である。それまでは大学山岳会や社会人山岳会の登山者による遭難が中心だったが、中高年の登山ブームにより未熟な登山者が増加したことにより発生した最初の大量遭難とされる。

## 計画
パーティーは京都や滋賀の税理士を中心とした10人のグループで、毎年秋に定期山行を行っていた。このうち比較的経験のある2人がスケジュールを立てた。旅程では10月7日の夕方に滋賀県を出発。立山駅近くの駐車場で仮眠をとった後にケーブルカーとバスを利用し室堂に向かい、ここから出発となっている。
- 登山一日目（10月8日）:立山駅 - （ケーブルカー） - 美女平 - （高原バス） - 室堂 - 一ノ越 - 雄山 - 大汝山 - 富士の折立 - 真砂岳 - 別山 - 別山乗越（剱御前小舎）で宿泊。

- 登山二日目（10月9日）:剣岳に往復するグループと周辺を散策するグループに分かれ行動、合流後に雷鳥平（ロッジ立山）に移動し宿泊。

- 登山三日目（10月10日）:雷鳥平 - 室堂 - （高原バス） - 美女平 - （ケーブルカー） - 立山駅

## 10月8日
小笠原諸島付近に台風25号があり、その影響で一時的に冬型の気圧配置となることに加え、中国から寒気団が南下し日本海側の山では大荒れの予報が出ていた。これに反し早朝は快晴となった。
8時45分頃
パーティーは午前8時45分ごろに出発。既に天候が悪化し始め、一ノ越山荘到着時には吹雪になっていた。休憩後に吹雪が強まる中出発したが、疲労の出た人間が遅れ始め2グループに分裂。雄山到着時には標準コースタイムの倍近い時間がかかる状況になっていた。
ここで既に疲労の為食欲不振やめまい、痙攣を起こすメンバーも現れたが、この時点で中止の判断は下されず、昼食後に登山は続行された。
13時30分頃
午後1時半に雄山を出発。大汝山付近で再び2グループに分裂し、後のグループ6人はばらばらになり、通常なら雄山から3時間程度で宿泊予定地に着くところが2時間経って半分程度までしか進めない状況であった。この時後ろからやってきた別パーティーの2人が心配し声をかけるが「1時間くらいで下ろしますから」と救助要請は出さなかった。　
一方、先行した4人は雷鳥平へ下山する大走りコースに間違って入り込んだ後に引き返し、分岐点で後続の6人を待つことになる。全員が集合するまで40分ほどかかり、この時点で1名の意識が混濁し自力歩行できない状況に陥った。
ここでようやく救助要請を出すことを決定する。
17時
午後5時、体力の残っている2人が最寄の内蔵助山荘に向かうが、吹雪で道を見失ったため剣御前小舎に目標を変えて進行。ところが日没と吹雪でまたも進行方向を見失う。
20時30分
午後8時30分に別山の山頂に到着。ここでビバークする羽目になる。

## 10月9日
3時30分頃
別山山頂でビバークした2人は午前3時半ごろ出発し剣御前小舎に向かうが、途中で力つき倒れていたところをご来光撮影のために別山に向かった剣御前小舎の宿泊客が発見。
6時30分頃
午前6時30分ごろ2人は山小屋に収容される。結果的にこの2人は生還した。
前日雄山に登ったまま道迷い遭難を起こし救助要請が出されていた別の登山者の捜索を行っていた内蔵助小屋の管理人が倒れている8人を発見。
7時50分
午前7時50分に天狗平山荘の物資運搬用ヘリが到着したものの、既に6人が死亡しており、残る2人も病院に搬送後死亡、死者は8人となった。

## 事故の原因・要因・背景
この遭難事故は「気象遭難」に分類されるものであり、（天候判断のミスおよび撤退判断の遅れ・欠如などにより）厳しい気象条件下に晒される状態に陥り、低体温症を引き起こしたことが主な要因である。
- 事故の起きた10月8日は早朝には、快晴だったとはいえ荒天の予報が出ており、周囲の山小屋は宿泊客に停滞か早めの撤収を呼びかけていた。
- メンバーは顔見知りであったがリーダーを特に決めておらず、そのため撤退の判断を下し、指示を出せる人物がいなかった。また体調が悪化しているメンバーがいたにもかかわらず、途中で追い抜いた登山者に救助要請を行わなかった、ビバーク時に風を避ける場所に移動せず吹きさらしの場所にい続けたなど、最悪の事態を避ける機会はあったにもかかわらず、それらをすべて逃した事が指摘されている。
- メンバーの装備に関して、10月の3000m峰では不十分な装備であることが指摘されている。ゴールデンウィークと秋の連休時は、天候によって真夏のような暑さにも真冬の寒さにもなる両極端な時期で、最も注意を要するとされていた。しかしメンバーのほとんどが軽登山靴だったほか、一部のメンバーは綿のズボン、ビニールの雨具など間に合わせで済ませていた。一方、救助要請に向かい一命を取り留めた2人は革の登山靴に防水透湿素材の雨具、ウールの手袋などを所持していたため、比較的保温と濡れることに対して対策ができていた。
- この遭難に対し、本多勝一は対談で「ロープウェーやバスでアプローチが短くなったことで、普通なら行けないはずの所にズブの素人がいきなり入れるようになった事が原因」「本来ならばそこまで近づけない人たちばかりが近づいて遭難が起きた」と分析している[3]。